# 刘爱力
刘爱力（1963年—），男，山东莱州人，中华人民共和国政治人物，曾任中国电信集团公司董事、总经理、党组副书记，现任中国邮政集团有限公司董事长、党组书记。